# Mare de Déu del Carme de Cervera
La Mare de Déu del Carme de Cervera és una església barroca de Cervera (Segarra) protegida com a Bé Cultural d'Interès Local.

## Descripció
Petita església amb portada barroca, esculpida en carreus de marès, d'arc de mig punt amb columna lateral sobre base quadrada i una mènsula al centre. Una gran motllura protegeix l'escut de Berenguer de Castelltort. La rematen dos gerros i un rosetó. També presenta un campanar de cadireta amb dos cossos.

## Història
Berenguer de Castelltort, testamentàriament fundà l'hospital, que dugué el seu nom. Aquest volia que l'hospital amb capella fos instituït a la casa que ell habitava al carrer Major. L'execució del testament oferí dificultats perquè la casa no estava en bones condicions. Els paers de la Vila i els marmessors decidiren adquirir un pati i fer les construccions de bell nou. El lloc escollit fou el barri capcorral. En aquesta obre intervingueren els picapedrers Jaume Mestre, Guillem de la Força i el Mestre Major, Pere Areny. La capella era sumptuosa i ben construïda i l'Hospital era sobri a causa del concepte de l'època "pobres amb poca cosa en tenien prou". L'Hospital va ser traslladat posteriorment al monestir de monges clarisses. Al segle xviii fou enderrocat per edificar la Universitat i es construí al lloc on es troba actualment. L'any 1806 van arribar les monges que substituïen els antics hospitalers en la cura de l'Hospital. El 1835 foren adjudicats a l'Hospital els béns dels convents desapareguts.
Actualment està molt reformat i només es veuen pedres de l'antiga institució en un mur lateral.